# 1467年
| 千纪： | 2千纪 |
| 世纪： | 14世纪 \| 15世纪 \| 16世纪                                                                                 |
| 年代： | 1430年代 \| 1440年代 \| 1450年代 \| 1460年代 \| 1470年代 \| 1480年代 \| 1490年代                           |
| 年份： | 1462年 \| 1463年 \| 1464年 \| 1465年 \| 1466年 \| 1467年 \| 1468年 \| 1469年 \| 1470年 \| 1471年 \| 1472年 |
| 纪年： | 丁亥年（猪年）；明成化三年；越南光順八年；日本文正二年，應仁元年                                           |

## 大事记
- 明朝成化犁庭，董山被杀，建州女真元气大伤。
- 日本发生应仁之乱。
- 大膽的查理繼位為第四任勃艮第公爵。

## 逝世
- 6月15日——勃艮第菲利普三世。